# Šumná (Klášterec nad Ohří)
Šumná (dříve také Šumburk, německy Schönburg) je zaniklá osada se zříceninou hospodářského dvora u Klášterce nad Ohří v okrese Chomutov. Stojí asi dva kilometry jihozápadně od Klášterce, ke kterému patří jako jedna z jeho obecních částí. Na jejím místě stojí zřícenina dvora zmiňovaného poprvé v roce 1512, ale z mladší osady, která u dvora vznikla v osmnáctém století, zůstaly jen části propadlých sklepů.

## Název
Název osady byl odvozen ze jména hradu, který nad ní stál.

## Historie
První písemná zmínka o poplužním dvoře pod hradem pochází z roku 1512, ale je možné, že dvůr vznikl spolu se Šumburkem již v patnáctém století. Když roku 1560 zemřel Petr Boryně ze Lhoty, získaly jeho dcery Markéta a Benigna dvě třetiny šumburského panství a u poplužního dvora si nechaly postavit novou tvrz. Roku 1574 si rozdělily majetek a Šumburk s s tvrzí připadly Markétě. Tvrz v té době měla pouze dvě obytné místnosti, několik komor jeden suchý sklep. Markéta, která se provdala za Václava Gryspeka a později za Viléma Huvara z Lobenšteina, nechala roku 1599 poplužní dvůr rozšířit či dostavět. Zbytky původní tvrze tvoří přibližně polovinu severního křídla u vjezdové brány hospodářského dvora. Alianční erb Markéty Borňové a Viléma Huvara z Lobenšteina, který býval nad bránou, byl přesunut do lapidária u kláštereckého zámku.

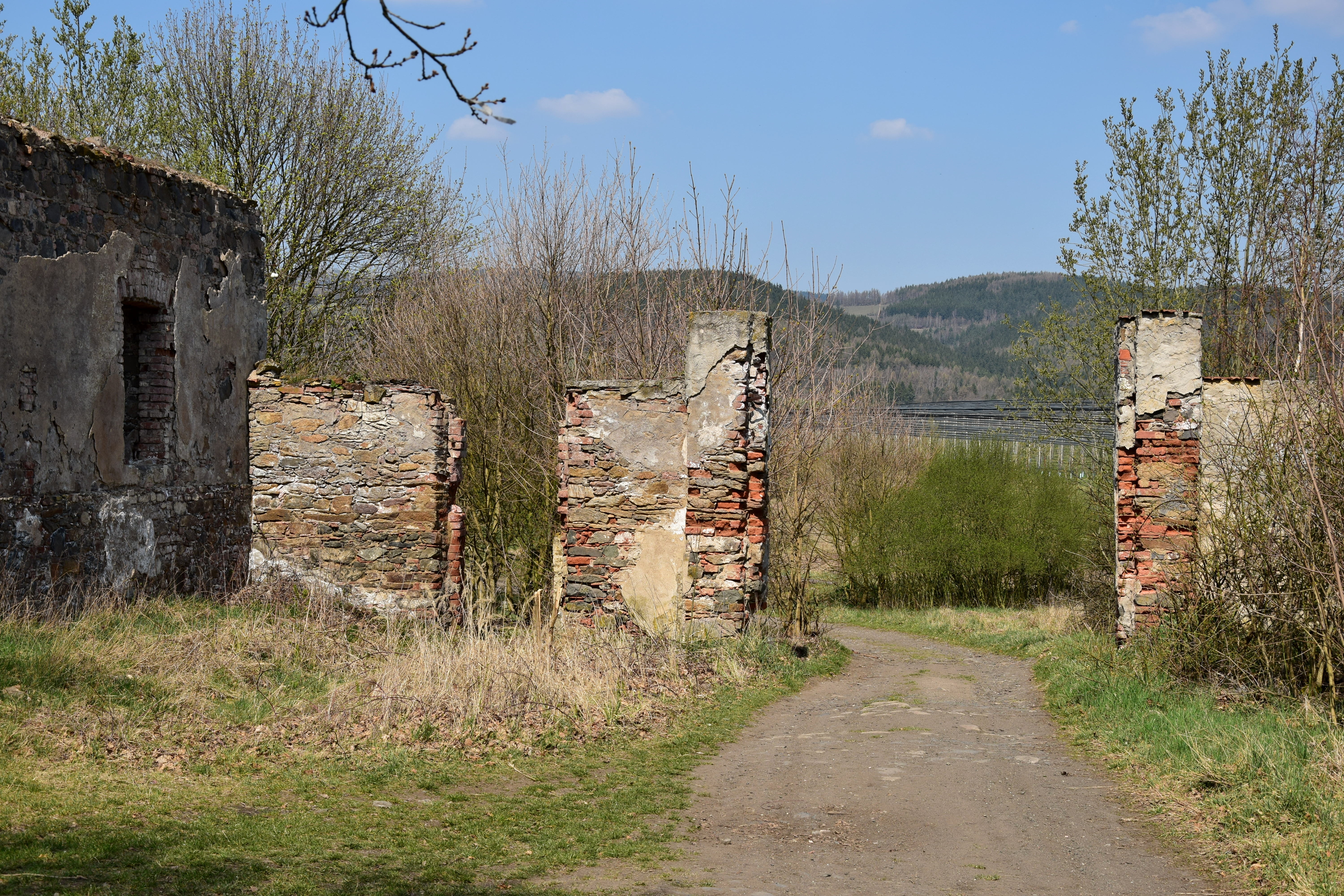
Pozůstatky severní brány s vjezdem do panského dvora

Markétiny dva díly Šumburku, opuštěný Perštejn s mlýnem, dvůr s krčmou a dalších pět vesnic koupil v roce 1607 Kryštof Fictum z Fictumu za 14 000 kop míšeňských. Fictumové tak získali celý hrad, ale jeho panství připojili ke Klášterci nad Ohří. Kryštof se však zúčastnil českého stavovského povstání, za což mu byl po bitvě na Bílé hoře zabaven majetek. Konfiskát koupil roku 1623 Kryštof Šimon Thun. Jeho potomkům panství patřilo až do 19. století. Některý z nich nechal dvůr s tvrzí výrazně přestavit v barokním slohu, ale dochovaná podoba pochází až z mladší klasicistní přestavby.
V osmnáctém století u dvora vznikla malá osada, ve které bydleli zemědělci a lidé zaměstnaní v zaniklé cihelně, která v devatenáctém století stála v údolí severně od Zámecké hory (dnes Šumburku). Na počátku 21. století ze dvora zbývaly zejména obvodové zdi budov. Interiéry objektu nejsou nijak zajištěny a celý areál je zarostlý náletovou zelení. Domy vesnice se zachovaly jen v podobě nízkých zídek a propadlých sklepů.

## Přírodní poměry
Šumná leží v Ústeckém kraji v katastrálním území Klášterec nad Ohří o rozloze 9,9 km² asi dva kilometry jihozápadně od Klášterce nad Ohří. Geologické podloží okolní krajiny tvoří třetihorní vulkanické horniny. Severně od pozůstatků hospodářského dvora jsou to různé druhy bazaltových pyroklastických sedimentů, ale dvůr stojí na severním úpatí vrchu Šumburk (též Šumná, 545 m), který je složen z tefritu, bazanitu a ve střední části svahů z olivinického bazaltu. Jižní úbočí vrchu však překrývá vynesená ortorulová kra. V geomorfologickém členění Česka oblast leží na severním okraji geomorfologického celku Doupovské hory, v okrsku Rohozecká vrchovina. Samotný dvůr stojí v nadmořské výšce 425 metrů. Z půd se zde vyskytují pouze eutrofní kambizemě. Jedinou vodní plochou v okolí je nádrž na okraji sadů asi 500 metrů východně od zřícenin samoty. Na západním úpatí Šumburku teče směrem k jihu drobný Šumburský potok, který se vlévá do řeky Ohře.

## Obyvatelstvo
Při sčítání lidu v roce 1921 zde žilo 22 obyvatel (z toho jedenáct mužů) německé národnosti a římskokatolického vyznání Podle sčítání lidu z roku 1930 měla vesnice devatenáct obyvatel se stejnou národnostní a náboženskou strukturou.
|                                                                                   | 1869 | 1880 | 1890 | 1900 | 1910 | 1921 | 1930 | 1950 | 1961 | 1970 | 1980 | 1991 | 2001 | 2011 | 2021 |
| --------------------------------------------------------------------------------- | ---- | ---- | ---- | ---- | ---- | ---- | ---- | ---- | ---- | ---- | ---- | ---- | ---- | ---- | ---- |
| Obyvatelé                                                                         | 65   | 25   | 18   | 32   | 24   | 22   | 19   | 13   | 16   | 12   | 3    | —    | —    | —    | —    |
| Domy                                                                              | 16   | 4    | 5    | 4    | 4    | 2    | 5    | 5    | —    | 2    | 1    | 1    | 2    | —    | —    |
| Počet domů z roku 1961 je zahrnut v celkovém počtu domů města Klášterec nad Ohří. |      |      |      |      |      |      |      |      |      |      |      |      |      |      |      |

## Doprava
K bývalé samotě vede pouze účelová komunikace, která odbočuje ze silnice E442 západně od Klášterce nad Ohří. Do blízkosti zaniklé osady a na vrchol kopce se zříceninou vede žlutě značená turistická trasa z rozcestí Šumná, kde se napojuje na červeně značenou trasu z Klášterce nad Ohří do Černýše. Podél řeky Ohře je také značená cyklotrasa č. 6.

## Pamětihodnosti
Dominantou okolí krajiny je vrch Šumburk, na jehož vrcholu stojí zřícenina hradu Šumburk postaveného v první polovině třicátých let patnáctého století. Na severním úpatí vrchu se nachází zřícenina hospodářského dvora a pozůstatky zaniklé osady Šumná. Hrad i zbytky dvora jsou chráněné jako kulturní památka.